# Psychoda
Genre
Psychoda est un genre de diptères nématocères de la famille des Psychodidae, de la sous-famille des Psychodinae, de la tribu des Psychodini. Ce sont de petits moucherons gris, d'une taille de l'ordre de 2 à 3 mm surnommés « Moucherons des éviers » ou « Mouches papillons ».

## Caractéristiques
Ils sont d'un aspect massif très duveteux avec une paire d'ailes posées en toit sur le corps au repos. Leurs antennes sont relativement longues, formées de nombreux segments annelées de noir et de blanc.
Cosmopolites, ces petits moucherons sont très communs dans les lieux d’aisance, autour des éviers et les autres endroits humides. 
Les larves, aquatiques, se développent souvent dans les conduits d’évacuation des eaux usées. Elles se rencontrent également dans les décharges, s'appropriant les eaux d'accumulation riches en matière organique de récipients divers tels les vieux pneus, bidons, carcasses de voitures.

## Espèces du genrePsychoda
- Psychoda absidata Quate & Quate, 1967
- Psychoda acanthostyla Tokunaga,
- Psychoda acutipennis Tonnoir, 1920
- Psychoda aderces Quate, 1962
- Psychoda adyscheres Quate, 1959
- Psychoda alabangensis del Rosario, 1936
- Psychoda albipennis Zetterstedt, 1850
- Psychoda alia Quate, 1962
- Psychoda allodapa Quate, 1959
- Psychoda alternata Say, 1824
- Psychoda alveata Quate & Quate, 1967
- Psychoda annectans Quate & Quate, 1967
- Psychoda apennata Satchell, 1953
- Psychoda barbigera Quate & Quate, 1967
- Psychoda blandita Quate & Quate, 1967
- Psychoda bitrunculens Quate & Quate, 1967
- Psychoda bojata Quate & Quate, 1967
- Psychoda brassi Quate & Quate, 1967
- Psychoda brevicornis Tonnoir, 1940
- Psychoda cetreta Quate & Quate, 1967
- Psychoda cinerea Banks, 1894
- Psychoda concinna Quate & Quate, 1967
- Psychoda crenula Quate, 1962
- Psychoda debilis Quate & Quate, 1967
- Psychoda dissidens Quate & Quate, 1967
- Psychoda duaspica Quate & Quate, 1967
- Psychoda erratilis Quate & Quate, 1967
- Psychoda exigua Quate & Quate, 1967
- Psychoda exilis Quate & Quate, 1967
- Psychoda floropsis Quate & Quate, 1967
- Psychoda furcillata Quate & Quate, 1967
- Psychoda gemella Quate & Quate, 1967
- Psychoda gemina Eaton, 1904
- Psychoda gracicaulis Quate & Quate, 1967
- Psychoda gracilipenis Duckhouse, 1966
- Psychoda gressitti Quate, 1959
- Psychoda grisescens Tonnoir, 1922
- Psychoda guamensis Quate, 1959
- Psychoda hastata Quate & Quate, 1967
- Psychoda hespera Quate, 1959
- Psychoda inornata Grimshaw, 1901
- Psychoda innotabilis Quate, 1962
- Psychoda kalabanica Quate, 1962
- Psychoda lamina Quate & Quate, 1967
- Psychoda lativentris Berd.
- Psychoda lloydi Satchell, 1950
- Psychoda lobata Tonnoir, 1940
- Psychoda longiseta Tokunaga & Komyo, 1955
- Psychoda lucubrans Quate, 1959
- Psychoda makati del Rosario, 1936
- Psychoda mediocris Quate, 1959.
- Psychoda minuta Banks, 1894
- Psychoda mirabilis Quate & Quate, 1967
- Psychoda monticola Quate & Quate, 1967
- Psychoda nolana Quate & Quate, 1967
- Psychoda oculifera Quate & Quate, 1967
- Psychoda ochra Quate, 1959
- Psychoda pacilens Quate & Quate, 1967
- Psychoda pala Quate & Quate, 1967
- Psychoda paraderces Quate, 1962
- Psychoda paraguadens Quate & Quate, 1967
- Psychoda paraloba Quate & Quate, 1967
- Psychoda parsivena Quate, 1959
- Psychoda parthenogenetica Tonnoir, 1940
- Psychoda pellucida Quate, 1962
- Psychoda phalaenoides Linnaeus, 1758
- Psychoda platilobata Tokunaga, 1957
- Psychoda plutea Quate & Quate, 1967
- Psychoda pseudalternata Williams, 1946
- Psychoda pusilla Tonnoir
- Psychoda quadrata Quate & Quate, 1967
- Psychoda quadricornis Quate & Quate, 1967
- Psychoda quadrifilis Edwards, 1928
- Psychoda quadrilosa Quate & Quate, 1967
- Psychoda quadropsis Quate & Quate, 1967
- Psychoda remata Quate & Quate, 1967
- Psychoda rhinocera Quate & Quate, 1967
- Psychoda rosetta Quate & Quate, 1967
- Psychoda satchelli Quate
- Psychoda savaiiensis Edwards, 1928
- Psychoda serpentina Quate, 1965
- Psychoda setigera Tonnoir, 1922
- Psychoda solivaga Duckhouse, 1971
- Psychoda spectabilis Quate & Quate, 1967
- Psychoda sphelata Quate & Quate, 1967
- Psychoda spicula Quate & Quate, 1967
- Psychoda surcoufi Tonnoir, 1922
- Psychoda trinodulosa Tonnoir, 1922
- Psychoda truncata Satchell, 1953
- Psychoda uncinula Quate, 1954
- Psychoda vagabunda Quate, 1962
- Psychoda vesca Quate & Quate, 1967
- Psychoda wattsi Duckhouse, 1966
- Psychoda williamsi Quate, 1954
- Psychoda wirthi Quate, 1954
- Psychoda yapensis Quate, 1959
- Psychoda ypsylon Satchell, 1953